# 色究竟天

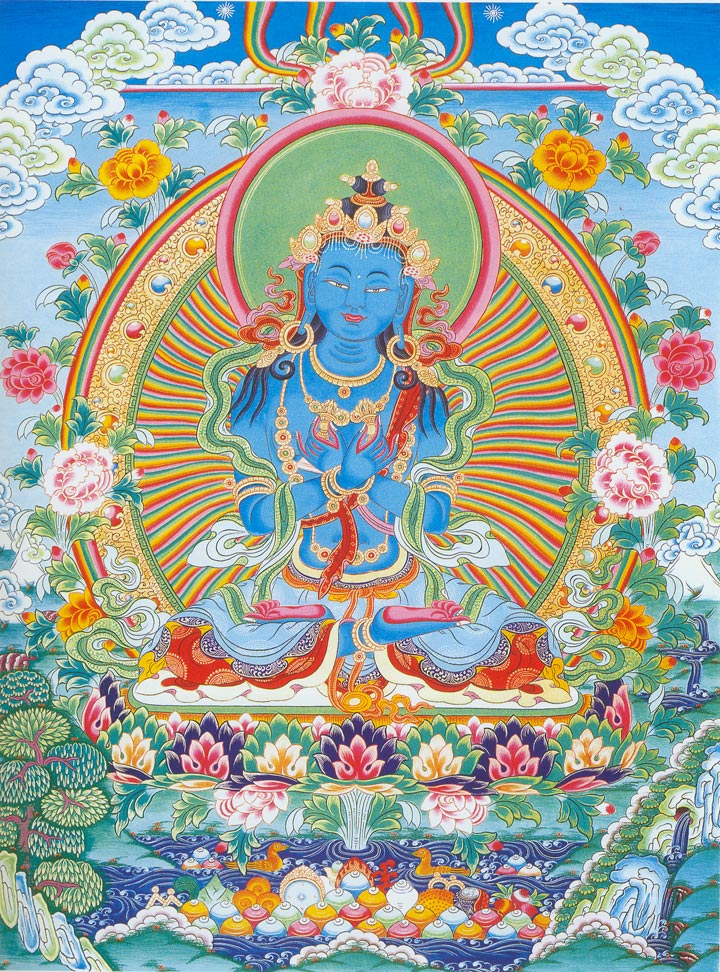
報身仏である持金剛仏

色究竟天（しきくきょうてん、しきくぎょうてん、梵: Akaniṣṭha、音訳：阿迦尼吒天（あかにたてん）等他）は、仏教の世界観の1つであり、三界のうち、色界及び天上界における最高の天のこと。

## 概要
三界は上から無色界・色界・欲界の3つの世界があるが、色究竟天はその中の色界の最上位に位置する。「色」とは形体・物質のことで、色界は欲望から離れて清らかな物質や肉体が存在する世界であるが、この天より上は肉体や物質が存在しない無色界になり、形体を有する天処の究る場所であるから、色究竟天と呼ばれる。
鳩摩羅什訳『法華経』序品では、無色界の最上位である非想非非想天ではなく、この色究竟天が有頂天であると位置づけられている。
『雑阿毘曇心論』『彰所知論』は、この天での天部の身長が16,000由旬、寿命が16,000劫とする。
チベット仏教においては、報身仏である持金剛仏（梵: ヴァジュラダーラ、蔵: ドルジェ・チャン）は、色究竟天において密教の教えを説いたとされている。
チベット仏教のネワール派とネパールの仏教の見解によると、金剛薩垂は須弥山頂と色究竟天の間を往復し、時には欲界にまで降下して金剛阿者梨となる。一方、持金剛仏は色究竟天を中心として無色界（不可視の世界）から須弥山の頂きまでを行き来する。また、11世紀の『時輪タントラ』の成立以降、これらの仏教においては金剛薩埵を本地仏と位置づけたうえで、彼は色究竟天に座していると考えた。